# Happy-D-Typ
Der Happy-D-Typ ist ein Schwergutschiffstyp der niederländischen Reederei BigLift Shipping.

## Beschreibung
Die aus fünf Einheiten bestehende Serie wurde zwischen 2010 und 2011 auf der chinesischen Werft Zhejiang Ouhua Shipyard in Zhoushan gebaut. Die Schiffe basieren auf der D-Gracht-Klasse der Reederei Spliethoff.
Die Schiffe werden von einem Viertakt-Achtzylinder-Dieselmotor des Herstellers Wärtsilä (Typ: 8L46) mit 8400 kW Leistung angetrieben. Der Motor wirkt auf einen Verstellpropeller. Die Schiffe sind mit einem Bugstrahlruder mit 850 kW Leistung ausgestattet. Für die Stromerzeugung stehen ein Wellengenerator mit 1000 kW Leistung und vier Dieselgeneratoren mit jeweils 475 kW Leistung zur Verfügung.
Das Deckshaus befindet sich sehr weit achtern. Vor dem Deckshaus befindet sich die beiden Laderäume der Schiffe. Laderaum 1 ist 25,6 m lang und 18,3 m breit, Laderaum 2 ist 70,4 m lang und 18,3 m breit. Die nutzbare Höhe der Räume beträgt 13,35 m. Die Räume sind größtenteils boxenförmig. Laderaum 1 verjüngt sich im vorderen Bereich, Laderaum 2 im hinteren Bereich. Die Laderäume sind mit Faltlukendeckeln verschlossen. Die Schiffe können auch mit geöffneten Laderäumen betrieben werden und so im Raum besonders hohe Güter transportieren.
Die Schiffe sind mit Zwischendecks ausgestattet. Das Zwischendeck in Raum 1 ist 25,6 m lang und 17,8 m breit, das in Raum 2 ist 63,9 m lang und 17,8 m breit.
Die Kapazität der Räume beträgt zusammen 20.892 m³, 5.032 m³ in Raum 1 und 15.860 m³ in Raum 2, bei Nutzung der Zwischendecks zusammen 19.192 m³. In Raum 1 stehen auf der Tankdecke 398 m² und auf dem Zwischendeck 456 m² zur Verfügung. In Raum 2 sind es auf der Tankdecke 1.090 m² und auf dem Zwischendeck 1.253 m². Auf den Lukendeckeln stehen 2.560 m² zur Verfügung. Die Tankdecke kann mit 20 t/m², die Zwischendecks mit 5,5 t/m² und die Lukendeckel mit 2,6 bzw. 3,6 t/m² belastet werden. Zur Erhöhung der Belastbarkeit von Zwischendeck und Lukendeckel können Stützen angebracht werden. Die Belastbarkeit von Zwischendeck und Lukendeckel erhöht sich dadurch auf 12,5 t/m².
Die Schiffe sind mit drei NMF-Schwergutkranen ausgerüstet. Zwei der Krane sind auf der Steuerbordseite der Schiffe im Bereich von Laderaum 2 angeordnet. Sie können jeweils 400 t bzw. kombiniert 800 t heben. Ein weiterer Kran, der 120 t heben kann, befindet sich auf der Backbordseite der Schiffe am Laderaum 1.
Die Schiffe sind für den Transport von Containern vorbereitet. Die Containerkapazität beträgt 1.091 TEU. 620 TEU finden an Deck, 461 TEU in den beiden Laderäumen Platz.
Die Rümpfe der Schiffe sind eisverstärkt (Eisklasse 1A). Auf der Back befindet sich ein Wellenbrecher zum Schutz vor überkommendem Wasser. Auf dem Wellenbrecher ist ein geschlossener Ausguck aufgesetzt. Von hier kann bei starker Sichteinschränkung von der Brücke durch den Transport besonders hoher Ladungsgüter insbesondere bei Revierfahrten oder in stark befahrenen Seegebieten der Bereich vor dem Schiff beobachtet werden, um potentiell gefährliche Situationen zu vermeiden.

## Schiffe
| Happy-D-Typ                                                       | Happy-D-Typ | Happy-D-Typ | Happy-D-Typ                                            |
| Bauname                                                           | Baunummer   | IMO-Nummer  | Kiellegung Stapellauf Ablieferung                      |
| ----------------------------------------------------------------- | ----------- | ----------- | ------------------------------------------------------ |
| Happy Delta                                                       | 571         | 9551935     | 22. Dezember 2009 3. Januar 2011                       |
| Happy Diamond                                                     | 572         | 9551947     | 22. Dezember 2009 20. Januar 2011                      |
| Happy Dover                                                       | 573         | 9551959     | 22. Dezember 2009 4. September 2010 25. März 2011      |
| Happy Dragon                                                      | 574         | 9551961     | 22. Dezember 2009 2010 16. Mai 2011                    |
| Happy Dynamic                                                     | 575         | 9551973     | 22. Dezember 2009 12. Dezember 2010 17. September 2011 |
| Daten: Lloyd’s Register / Stichting Maritiem-Historische Databank |             |             |                                                        |

Die Schiffe fahren unter der Flagge der Niederlande. Heimathafen ist Amsterdam.